# 亮子河水库
亮子河水库是中国黑龙江省牡丹江市林口县境内的一座水库，位于亮子河上，建于1976年。水库正常库容为1100万立方米，集雨面积为180平方千米，海拔为184米。